# Лорін Маазель
Лорін Маазель (англ. Lorin Maazel, нар. 6 березня 1930 — пом. 13 липня 2014) — американський диригент і скрипаль.

## Життєпис
Його дід Айзек Маазель (1873-1925, родом з Полтави) два десятиліття був першою скрипкою в оркестрі Метрополітен-опера; він і його дружина Естер Глейзер (1879-1921, родом з Харкова). Предки Лоріна Маазеля належали до великої хвилі єврейської еміграції, які втікли від єврейських погромів в Російській імперії кінця 19-го - початку 20-го ст. Вони прибули до Америки 1900 року після народження їх старшого сина Марвіна (1899-1988), який згодом став піаністом і композитором.
Лорін виступав з оркестром з 9 років. Спочатку навчався скрипці та фортепіано, потім у Піттсбурзі вивчав диригентське мистецтво у російського емігранта пореволюційної хвилі російської еміграції Володимира Бакалейникова. З 1949 диригент Піттсбурзького оркестру. З 1953 року виступає в Європі. В 1963 дебютував у Метрополітен Опера («Дон Жуан»). У тому ж році виступив на Зальцбурзькому фестивалі («Весілля Фігаро»). В 1965 поставив у Римі «Євгенія Онєгіна». Головний диригент Німецької опери в Берліні (1965—1971). Працював з лондонським оркестром «Нью-Філармонія» (1971—1973). У 1972 році уперше виступив у Ковент Гардені («Луїза Міллер» Верді). З 1972 по 1982 роки керував Клівлендським оркестром.
Перший американський диригент, що виступав на Байройтському фестивалі (в 1960 виконав «Лоенгріна», в 1968 «Кільце Нібелунга»). Перший виконавець опери Л. Даллапіккола «Улісс» (1968, Берлін), Беріо «Король слухає» (1984, Зальцбург). В 1982-84 керівник Віденської опери. Неодноразово виступав у Ла Скала (серед постановок «Турандот», 1984; «Аїда», 1985 й ін.). В 1984-95 знову працював з Піттсбурзьким оркестром. В 1988-92 головний диригент Національного оркестру Франції, працював з оркестром Баварського радіо.
Брав участь як диригент у фільмах-операх «Дон Жуан» (1979, режисер Д. Лоузі), «Кармен» (1983, режисер Ф. Розі), «Отелло» (1986, режисер Дзефиреллі), серед постановок останнього років «Електра» (1996, Зальцбурзький фестиваль, солісти Беренс, Різанек й ін.). Гастролював у СРСР (з 1963), записав більшість опер Пуччіні, серед них «Вілліси» (солісти Нуччі, Скотто, Домінго, Гоббі), «Ластівка» (Ті Канава, Домінго), «Триптих» (Лос Анхелес, Гоббі, Барб'єрі й ін.), «Дівчина із Заходу» (Дзампіері, Домінго, всі Sony).

## Визнання та нагороди
- Хрест за заслуги ФРН 1-го класу (1977)
- Орден Почесного легіону (1981)
- Орден Лева Фінляндії
- Золота почесна медаль міста Відень (1991)
- Почесна премія Баварського телебачення (1996)
- Премія Вільгельма Фуртвенглера (2000)
- Почесний знак «За заслуги перед Австрійською Республікою» (2003)